# Minera Kraftstoffe – Mineraloelwerk Rempel
Die Minera Kraftstoffe – Mineraloelwerk Rempel GmbH ist ein mittelständisches Mineralöl-Handelsunternehmen mit Sitz im baden-württembergischen Mannheim. Es wurde 1921 gegründet und betreibt bzw. beliefert rund 80 Tankstellen mit regionalem Schwerpunkt in Südwestdeutschland.

## Geschichte
Das Unternehmen wurde am 5. Juli 1921 durch Erich Rempel in Heidelberg gegründet, um den damals im Entstehen begriffenen Tankstellenmarkt zu bedienen. 1935 erfolgte der Umzug in den Mannheimer Hafen, wo sich noch heute der Firmensitz befindet. Durch diese Lage direkt am Rhein wurde auch die Möglichkeit geschaffen, Mineralölprodukte auf dem Wasserweg zu transportieren.
Heute wird das Unternehmen in dritter Generation von Ulrich Gutting, einem Nachkommen des Unternehmensgründers, geführt. Die vierte Generation ist bereits im Unternehmen tätig.

## Geschäftsbetrieb
Minera vertreibt Treibstoffe, Heizöl, Schmierstoffe und weitere Produkte, wobei die Treibstoffe mit mehr als 90 % des Umsatzes den Schwerpunkt der Aktivitäten bilden. Beliefert wird ein Netz von 80 Tankstellen, primär im Südwesten Deutschlands. Diese Tankstellen befinden sich teils im Eigentum von selbständigen Betreibern, teils im Eigentum von Minera. 2021 wurde mit rund 80 Mitarbeitern ein Umsatz von 325 Mio. EUR erzielt.
Minera war über lange Jahre Teil des Avia-Verbunds und betrieb seine Tankstellen dementsprechend unter der Marke Avia. Im Frühjahr 2020 erfolgte ein Wechsel zu ExxonMobil, womit die Tankstellen auf die Marke Esso umgeflaggt wurden.
Im Mannheimer Hafen betreibt das Unternehmen ein eigenes Tanklager für Mineralölprodukte mit einem Fassungsvermögen von 40.000 Kubikmetern.